# Debbie Scerri
Deborah Scerri, meglio nota come Debbie Scerri (Rabat, 25 marzo 1969), è una cantante e conduttrice televisiva maltese.
Ha rappresentato Malta all'Eurovision Song Contest 1997 con il brano Let Me Fly.

## Biografia
Nata a Rabat, Malta, Debbie Scerri ha partecipato a vari festival musicali maltesi e internazionali nella sua adolescenza prima di prendere parte, nel 1997, a Malta Song for Europe, il processo di selezione del rappresentante eurovisivo maltese, proponendo il brano Let Me Fly e venendo scelta come vincitrice dalla giuria. Alla finale dell'Eurovision Song Contest 1997, che si è tenuta il 3 maggio a Dublino, si è piazzata al 9º posto su 25 partecipanti con 66 punti totalizzati. È stata la preferita dalla giuria turca, che le ha assegnato il punteggio massimo di 12 punti.

## Discografia

### Album
- 1997 - Having You
- 2000 - Tbissima

### EP
- 1995 - Born to Love (con Alexander Schembri)
- 1998 - Era: The Dance Show (con la Yada Dance Company)

### Singoli
- 1997 - Let Me Fly
- 2005 - Perfect Timing